# Rallye Sanremo 1982
Le Rallye Sanremo 1982 (24. Rallye San Remo), disputé du 3 au 8 octobre 1982, est la cent-neuvième manche du championnat du monde des rallyes (WRC) courue depuis 1973, et la dixième manche du championnat du monde des rallyes 1982.

## Contexte avant la course

### Le championnat du monde

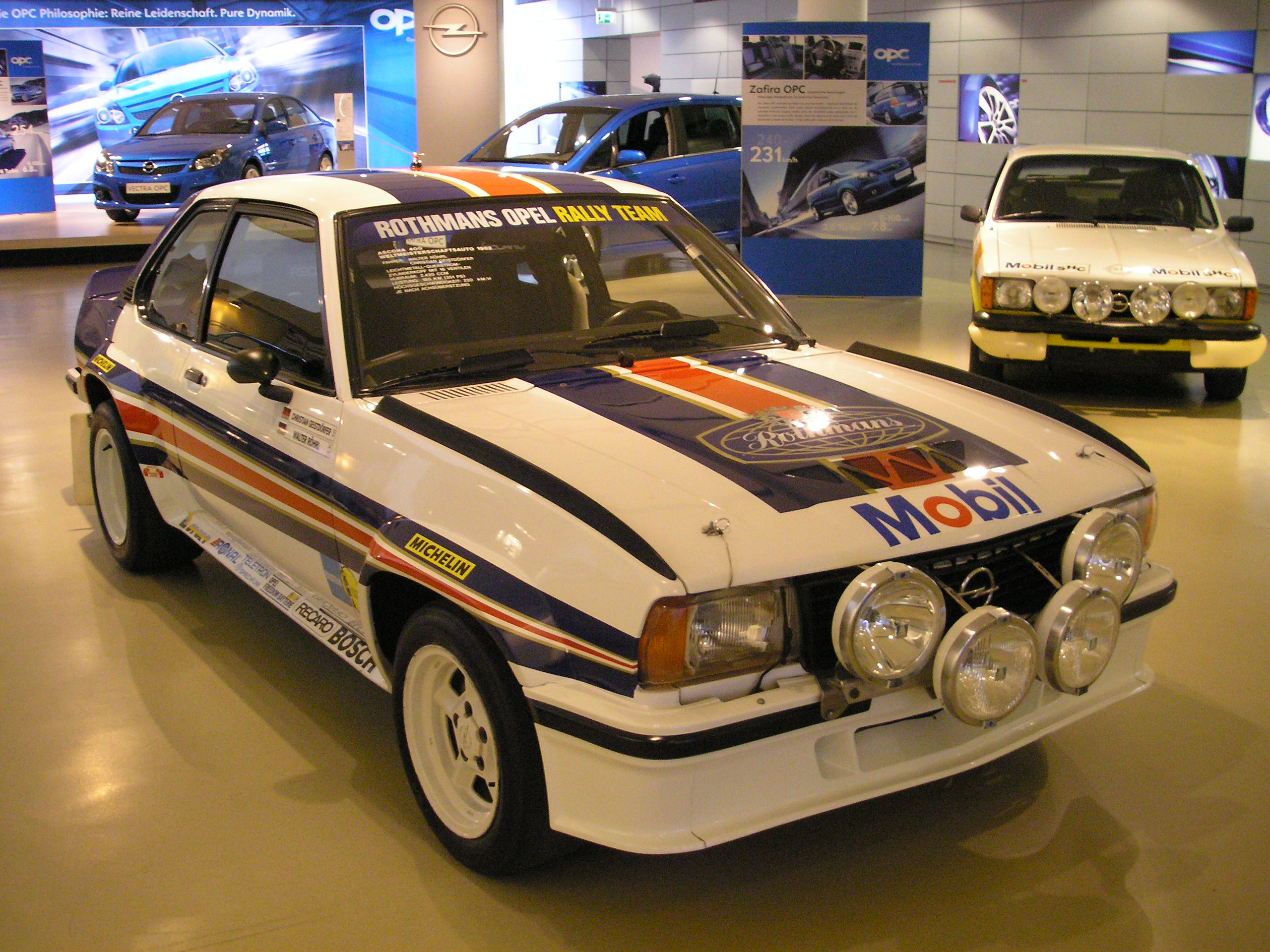
L'Opel Ascona 400 de Walter Röhrl, provisoirement en tête du championnat du monde.

Ayant succédé en 1973 au championnat international des marques (en vigueur de 1970 à 1972), le championnat du monde des rallyes se dispute sur un maximum de treize manches, comprenant les plus célèbres épreuves routières internationales, telles le Rallye Monte-Carlo, le Safari ou le RAC Rally. Depuis 1979, le championnat des constructeurs a été doublé d'un championnat pilotes, ce dernier remplaçant l'éphémère Coupe des conducteurs, organisée à seulement deux reprises en 1977 et 1978. Le calendrier 1982 intégrait initialement treize manches pour l'attribution du titre de champion du monde des pilotes dont onze sélectives pour le championnat des marques (le Rallye de Suède et le Rallye de Côte d'Ivoire en étant exclus), mais l'annulation récente du Rallye d'Argentine à cause de la guerre des Malouines a amputé le calendrier d'une épreuve.
1982 marque l'introduction de la nouvelle réglementation en matière d’homologation des voitures de rallye, avec les catégories suivantes :
- Groupe N : voitures de grande production de série, ayant au minimum quatre places, fabriquées à au moins 5000 exemplaires en douze mois consécutifs ; modifications très limitées par rapport au modèle de série (bougies, amortisseurs).
- Groupe A : voitures de tourisme de grande production, fabriquées à au moins 5000 exemplaires en douze mois consécutifs, avec possibilité de modifications des pièces d'origine ; poids minimum fonction de la cylindrée.
- Groupe B : voitures de grand tourisme, fabriquées à au moins 200 exemplaires en douze mois consécutifs, avec possibilité de modifications des pièces d'origine (extension d'homologation portant sur 10% de la production). Les élargisseurs d'aile rapportés sont interdits[4].

L'homologation des voitures des groupes 2 (tourisme spécial) et 4 (grand tourisme spécial), qui devait initialement expirer fin 1981, a été prolongée d'une année supplémentaire ; ces modèles vont constituer l'essentiel du plateau du championnat 1982, les nouvelles 'groupe B' ayant tardé à apparaître, seule la Scuderia Lancia disposant, avec sa Rally 037, d'une voiture de sport correspondant à la nouvelle réglementation et capable de s'imposer. Principaux acteurs de la saison, Audi et Opel se disputent le titre des constructeurs, le premier disposant, avec son  coupé Quattro à transmission intégrale d'une arme redoutable mais moins fiable toutefois que la classique Ascona 400. À deux manches de la fin, Opel (qui s'est imposé au Rallye Monte-Carlo grâce à Walter Röhrl et a joué placé dans les autres manches) possède onze points d'avance sur son adversaire qui compte pourtant quatre victoires (dont trois à l'actif de Michèle Mouton). Côté pilotes, le titre se joue entre Röhrl et Mouton, le pilote allemand comptant vingt-sept points d'avance sur la Française alors que trois rallyes restent à disputer (en incluant celui de côte d'Ivoire, non sélectif pour les constructeurs).

### L'épreuve
Le Rallye Sanremo fut créé en 1928 sous le nom de « Rally dei Fiori », organisé à seulement deux reprises avant la seconde guerre mondiale. Relancée en 1961, ce n'est qu'en 1968 que cette épreuve disputée sur un parcours mixte alternant routes goudronnées et pistes de terre prit son appellation actuelle. Dès 1970, le Sanremo fut intégré au championnat international des marques, qui deviendra championnat du monde trois ans plus tard. Traditionnellement couru en automne, il traverse Ligurie et Toscane. La Scuderia Lancia s'y est souvent illustrée, la marque italienne ayant remporté onze victoires entre 1961 et 1979.

## Le parcours
- départ : 3 octobre 1982 de San Remo
- arrivée : 8 octobre 1982 à San Remo

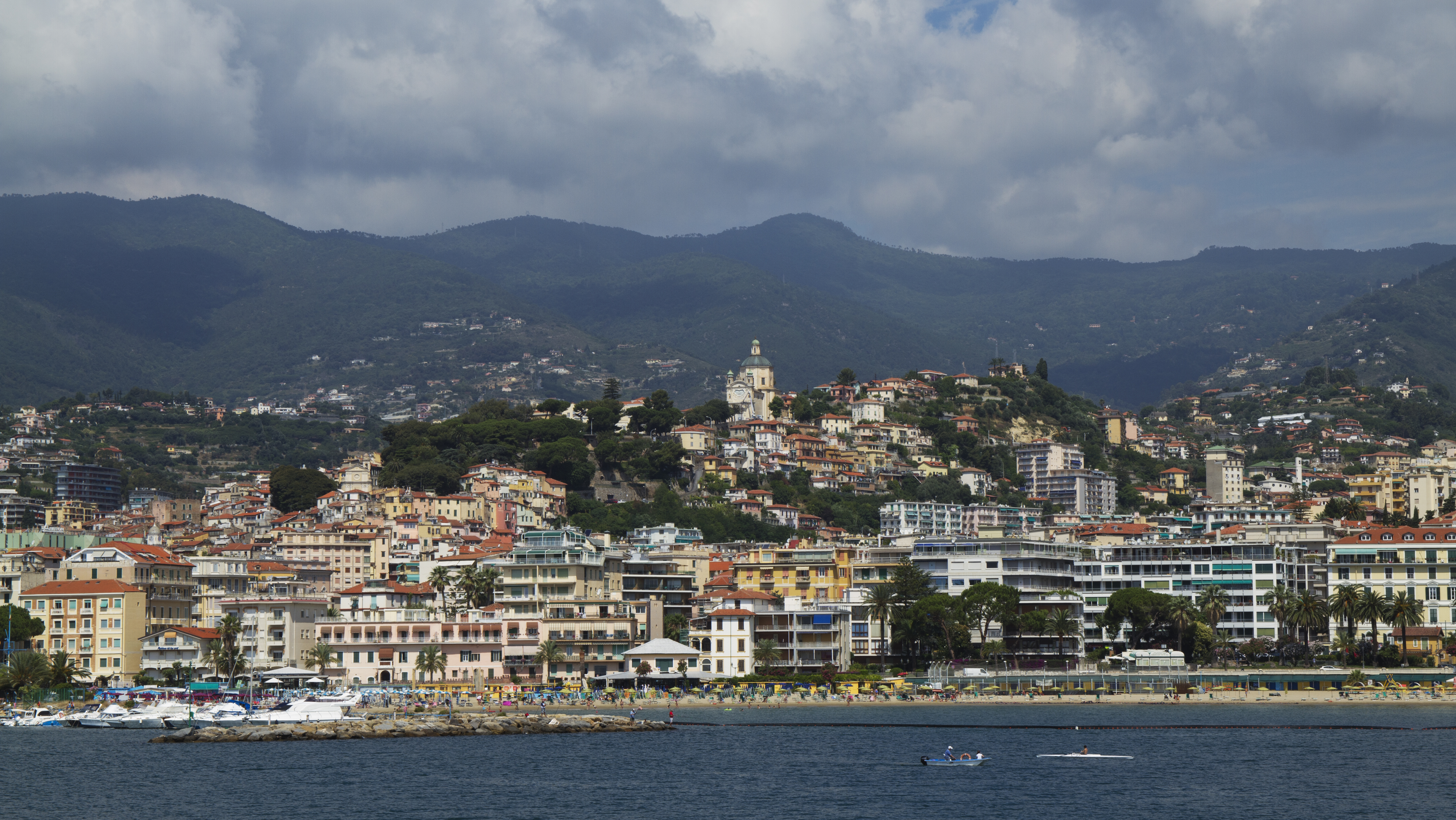
La station balnéaire de San Remo, en Ligurie.

- distance : 2663 km, dont 735,44 km sur 56 épreuves spéciales
- surface : asphalte (40%) et terre (60%)
- Parcours divisé en cinq étapes[6]

### Première étape
- San Remo - San Remo, le 3 octobre
- 5 épreuves spéciales, 67,15 km (asphalte)

### Deuxième étape
- San Remo - Sienne, du 4 au 5 octobre
- 19 épreuves spéciales, 218,87 km (terre)

### Troisième étape
- Sienne - Pise, le 6 octobre
- 18 épreuves spéciales, 221,07 km (terre)

### Quatrième étape
- Pise - San Remo, du 6 au 7 octobre
- 7 épreuves spéciales, 75,65 km (asphalte)

### Cinquième étape
- San Remo - San Remo, du 7 au 8 octobre
- 7 épreuves spéciales, 152,7 km (asphalte)

## Les forces en présence
- Audi

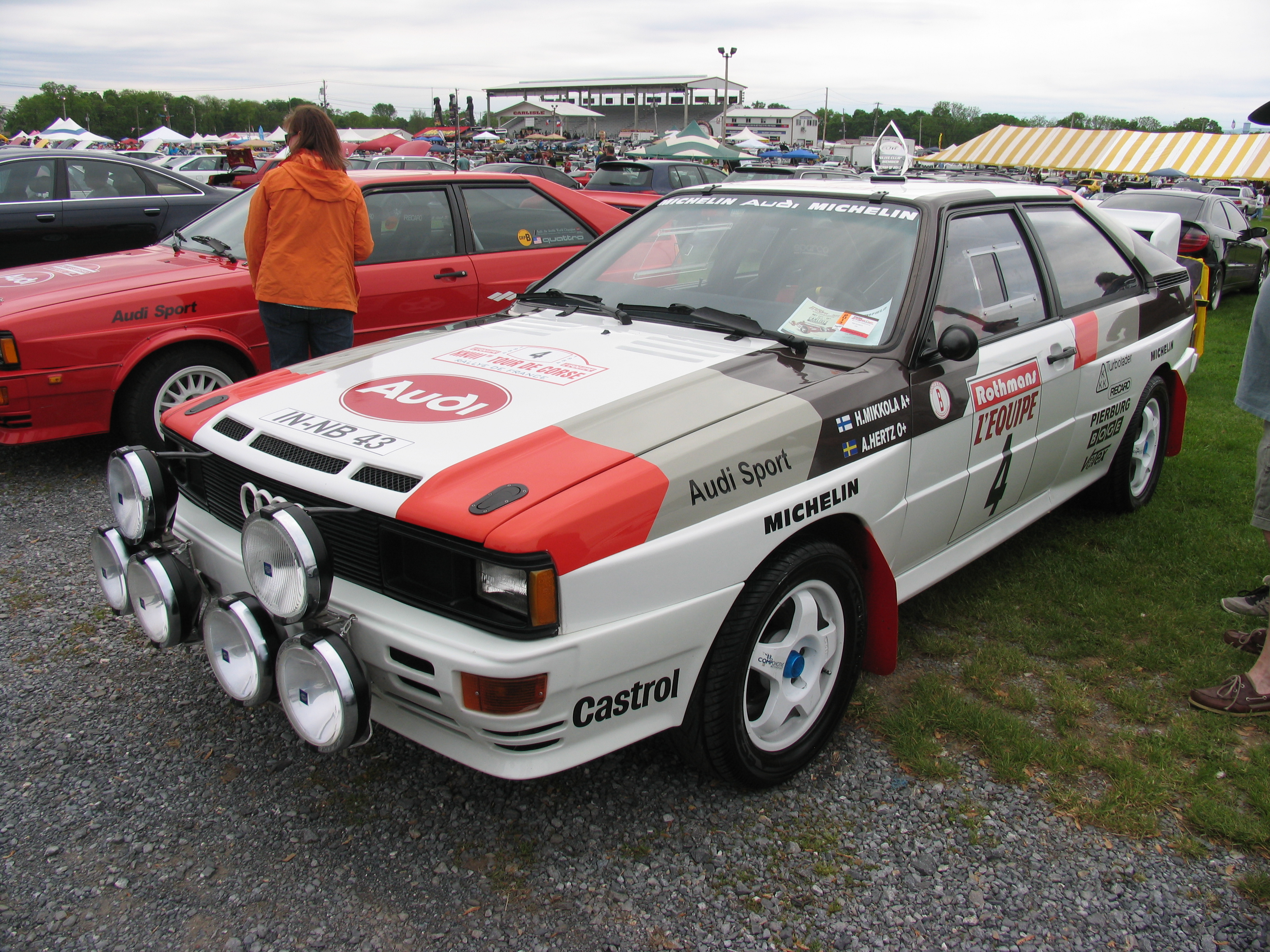
Six Audi Quattro groupe 4 officielles seront au départ.

La marque d'Ingolstadt est présente en force avec six coupés Quattro groupe 4 officiels confiés à Hannu Mikkola, Michèle Mouton, Franz Wittmann, Michele Cinotto, Harald Demuth et Stig Blomqvist, ce dernier portant les couleurs d'Audi Suède. Dotées d'une transmission intégrale permanente, ces voitures pèsent plus d'une tonne. Leur moteur cinq cylindres vingt soupapes de 2144 cm3, en position longitudinale avant, suralimenté par turbocompresseur, développe 330 chevaux. Habituellement chaussées de pneus Kleber, les Audi utilisent des Pirelli pour la manche italienne.
- Opel

L'équipe Opel-Rothmans engage deux Ascona 400 groupe 4 (transmission classique, moteur quatre cylindres de 2420 cm3, deux carburateurs double-corps, 255 chevaux) pour Walter Röhrl et Henri Toivonen. Le préparateur italien Virgilio Conrero aligne deux modèles semblables pour Miki Biasion et Dario Cerrato. Les Opel Ascona sont équipées de pneus Michelin TRX.
- Lancia

La Scuderia Lancia aligne deux Rally 037 groupe B pour Markku Alén et Fabrizio Tabaton, ce dernier remplaçant Attilio Bettega qui n'est pas complétement remis de ses blessures après son accident lors du dernier Tour de Corse. Conçues pour le rallye, ces voitures flirtent avec le poids minimal autorisé dans sa catégorie (960 kg), l'utilisation de portes et de vitres en matière plastique ayant contribué à leur allègement. Leur moteur quatre cylindres seize soupapes de deux litres de cylindrée, placé en position centrale arrière, est dérivé de celui de la Fiat 131 Abarth ; alimenté par injection et équipé d'un compresseur volumétrique développé par Abarth, il développe dans cette version 315 chevaux à 8000 tr/min. Les Lancia Rally utilisent des pneus Pirelli. Engagé par l'écurie Volta, Fulvio Bacchelli dispose d'un modèle identique aux voitures officielles.
- Mitsubishi

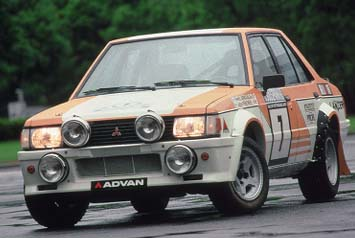
Une Mitsubishi Lancer Turbo groupe 4.

Le constructeur japonais engage une Lancer Turbo groupe 4 (1040 kg, moteur quatre cylindres seize soupapes turbocompressé de deux litres de cylindrée, 280 chevaux) pour Anders Kulläng. Cette voiture est chaussée de pneus Advan (filiale de Yokohama).
- Ferrari

Le Jolly Club a amené une berlinette Ferrari 308 GTB groupe 4 pour Antonio Tognana. Préparée à Padoue chez Michelotto, cette voiture pèse moins d'une tonne. Son moteur V8 de trois litres de cylindrée, logé en position centrale arrière, développe plus de 300 chevaux. Elle est équipée de pneus Michelin.
- Porsche

Trois 911 SC groupe 4 privées sont au départ, la plus en vue étant celle de Roberto Cambiaghi. Son compatriote Pierfranco Uzzeni n'a prévu de disputer que la première étape (sur asphalte), sa 911 étant une voiture de circuit totalement inadaptée aux pistes de terre.
- Fiat

En plus de la Ferrari de Tognana, le Jolly Club a aussi engagé une Ritmo Abarth groupe A pour Carlo Capone. Franco Cunico dispose quant à lui d'une Ritmo Abarth groupe N. Quelques anciennes 131 Abarth groupe 4 (235 chevaux) sont également présentes, dont celles de Gabriele Noberasco et de Pier Felice Filippi.
- Talbot

Au volant d'une Sunbeam Lotus groupe 2 de la Squadra Corse, Federico Ormezzano est l'un des favoris du groupe 2. Équipée de pneus Pirelli, cette voiture de 950 kg dispose d'un  moteur quatre cylindres seize soupapes de 2200 cm3 délivrant 250 chevaux.
- Volkswagen

Per Eklund s'aligne sur une Golf GTI à culasse seize soupapes, homologuée en groupe 4. Cette version dispose de 200 chevaux. Eklund utilise des pneus Pirelli.

## Déroulement de la course

### Première étape

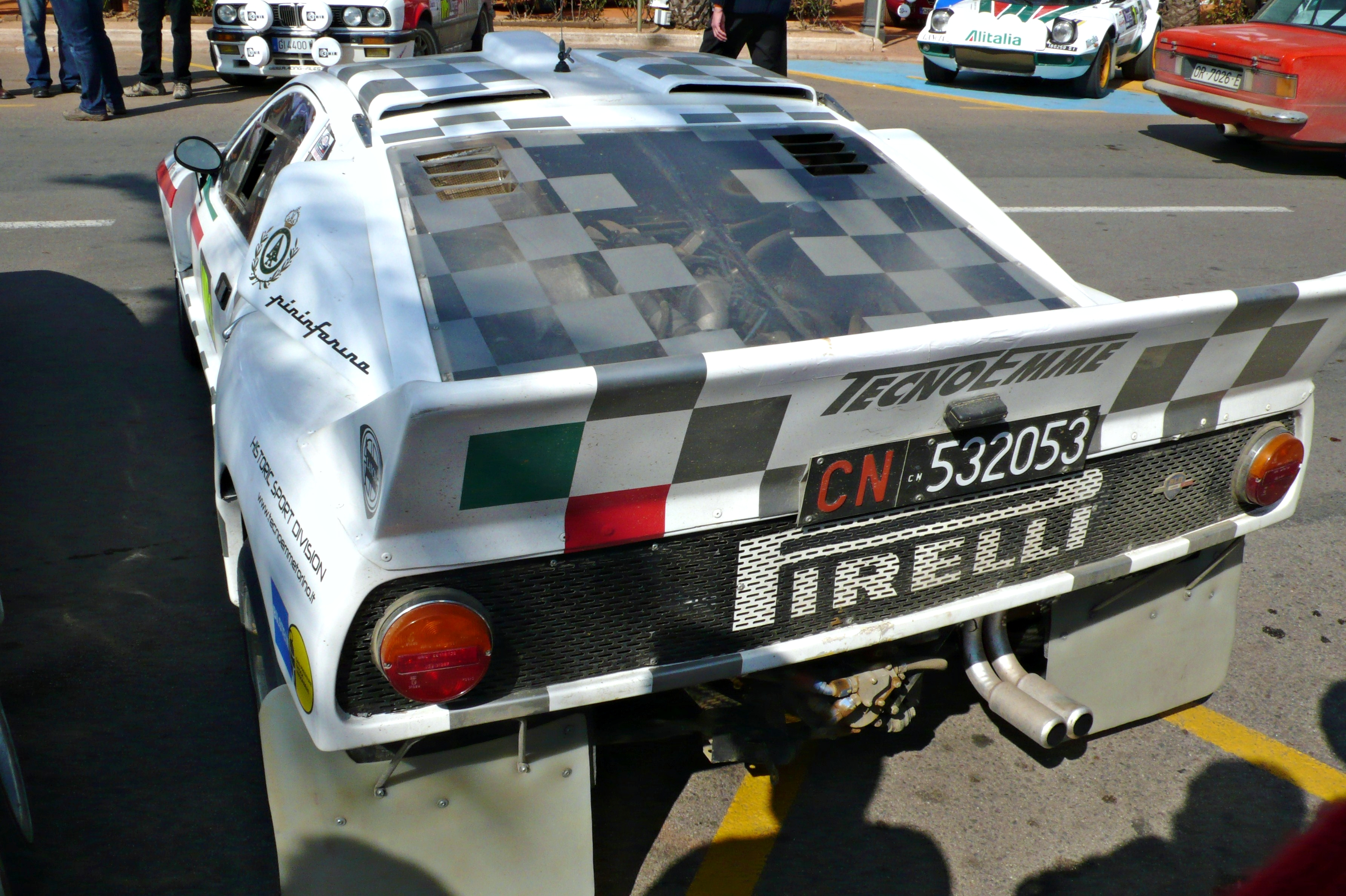
Une Lancia Rally 037 semblable à celle de Fulvio Bacchelli ; le pilote italien va perdre toutes ses chances dès la première épreuve spéciale.

La première étape se court sur asphalte, le dimanche. Exploitant le potentiel de sa Ferrari sur ce terrain, Antonio Tognana s'empare immédiatement du commandement et reste en tête au terme de cette première boucle, avec vingt secondes d'avance sur la Lancia de Markku Alén. Le coéquipier de ce dernier, Fabrizio Tabaton, a endommagé sa voiture dès la première épreuve spéciale et n'a pu achevé l'étape dans le délai imparti, tout comme Fulvio Bacchelli, qui avait pris le départ sur une Lancia privée. Viennent ensuite les Opel, celle de Dario Cerrato (Squadra Conrero) précédant les deux voitures officielles d'Henri Toivonen et Walter Röhrl. La première Audi Quattro, aux mains d'Hannu Mikkola, est sixième à une cinquantaine de secondes, juste devant celles de Stig Blomqvist et Michele Cinotto, alors que leur coéquipière Michèle Mouton, retardée par une crevaison, n'occupe que le dix-septième rang, avec quatre minutes de retard.
| Pos. | Pilote              | Copilote              | Voiture                 | Groupe | Temps       | Écart        |
| ---- | ------------------- | --------------------- | ----------------------- | ------ | ----------- | ------------ |
| 1    | Antonio Tognana     | Massimo De Antoni     | Ferrari 308 GTB         | 4      | 48 min 24 s |              |
| 2    | Markku Alén         | Ilkka Kivimäki        | Lancia Rally 037        | B      | 48 min 44 s | + 20 s       |
| 3    | Dario Cerrato       | Giuseppe Cerri        | Opel Ascona 400         | 4      | 48 min 57 s | + 33 s       |
| 4    | Henri Toivonen      | Fred Gallagher        | Opel Ascona 400         | 4      | 49 min 02 s | + 38 s       |
| 5    | Walter Röhrl        | Christian Geistdörfer | Opel Ascona 400         | 4      | 49 min 06 s | + 42 s       |
| 6    | Hannu Mikkola       | Arne Hertz            | Audi Quattro            | 4      | 49 min 15 s | + 51 s       |
| 7    | Stig Blomqvist      | Björn Cederberg       | Audi Quattro            | 4      | 49 min 26 s | + 1 min 02 s |
| 8    | Michele Cinotto     | Emilio Radaelli       | Audi Quattro            | 4      | 50 min 11 s | + 1 min 47 s |
| 8=   | Miki Biasion        | Tiziano Siviero       | Opel Ascona 400         | 4      | 50 min 11 s | + 1 min 47 s |
| 10   | Harald Demuth       | Arwed Fischer         | Audi Quattro            | 4      | 50 min 23 s | + 1 min 59 s |
| 11   | Pierfranco Uzzeni   | Fausto Bondesan       | Porsche 911 SC          | 4      | 50 min 44 s | + 2 min 20 s |
| 12   | Federico Ormezzano  | Claudio Berro         | Talbot Sunbeam Lotus    | 2      | 50 min 46 s | + 2 min 22 s |
| 13   | Anders Kulläng      | Bruno Berglund        | Mitsubishi Lancer Turbo | 4      | 50 min 55 s | + 2 min 31 s |
| 14   | Giovanni Giordano   | Marco Bolla           | Porsche 911 SC          | 4      | 51 min 17 s | + 2 min 53 s |
| 15   | Gabriele Noberasco  | Daniele Cianci        | Fiat 131 Abarth         | 4      | 51 min 22 s | + 2 min 58 s |
| 16   | Pier Felice Filippi | Gianpaolo Demela      | Fiat 131 Abarth         | 4      | 51 min 58 s | + 3 min 34 s |
| 17   | Michèle Mouton      | Fabrizia Pons         | Audi Quattro            | 4      | 52 min 26 s | + 4 min 02 s |
| 18   | Per Eklund          | Ragnar Spjuth         | Volkswagen Golf GTI     | 4      | 52 min 40 s | + 4 min 16 s |
| 19   | Carlo Capone        | Luigi Pirollo         | Fiat Ritmo Abarth       | A      | 53 min 15 s | + 4 min 51 s |
| 20   | Livio Lupidi        | Arles Montenesi       | Renault 5 Turbo         | 4      | 53 min 29 s | + 5 min 05 s |

### Deuxième étape

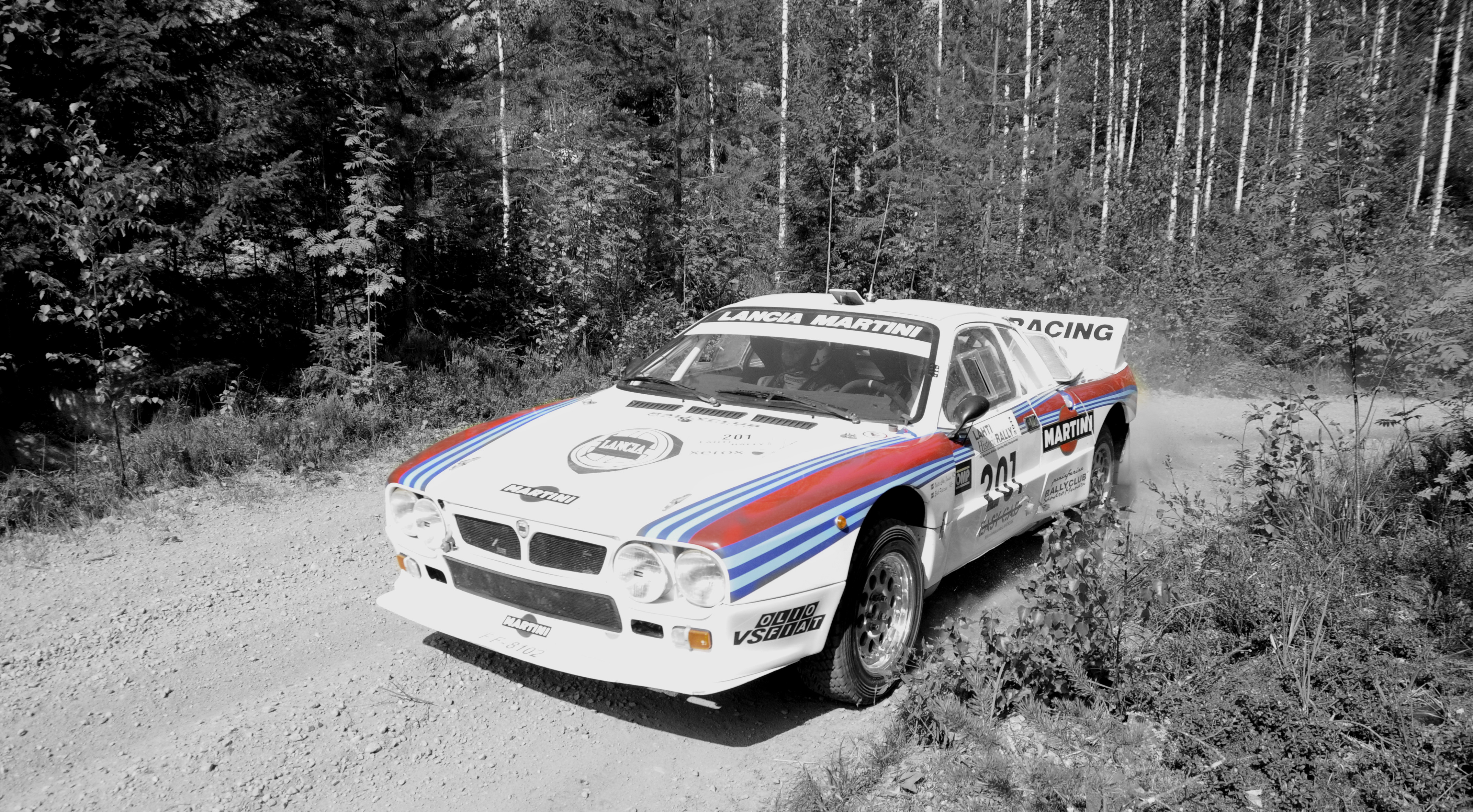
Une Lancia Rally 037 identique à celle de Markku Alén, en tête du rallye au début de la deuxième étape.

La deuxième étape se déroule du lundi au mardi. Elle commence par un trajet autoroutier de trois cents kilomètres entre San Remo et la Toscane, avant les épreuves spéciales toutes courues sur terre. Sur la Ferrari de tête, Tognana sort de la route dès le premier tronçon chronométré ; il perd près de trois minutes et cède le commandement à Alén. Ce sont cependant les Audi, emmenées par Blomqvist qui se montrent régulièrement les plus rapides. Le pilote suédois remonte rapidement sur la Lancia et prend la tête dans le deuxième passage du secteur de Santa Luce. Mikkola et Cinotto ne peuvent cependant exploiter pleinement l'avantage procuré par les quatre roues motrices de leurs Audi, le premier étant retardé par le bris de son différentiel avant et le second par des problèmes de moteur, ce qui permet à Alén de se maintenir à la seconde place. Sorti de la route dans le secteur de Palagione, Cerrato a perdu cinq minutes et ne figure plus aux avant-postes. Le pilote italien finira par abandonner le mardi, en fin d'étape, moteur cassé. Blomqvist rallie Sienne avec plus de deux minutes d'avance sur Alén. Malgré les problèmes rencontrés, Cinotto occupe la troisième position, deux minutes plus loin, précédant son coéquipier Harald Demuth. Michèle Mouton a regagné plus de dix places au cours de cette étape, elle est désormais sixième, intercalée entre les Opel de Toivonen et Röhrl. Tombé en treizième position après le remplacement de son différentiel, Mikkola a depuis regagné cinq places, mais son retard sur Blomqvist s'élève à plus de six minutes. Beaucoup d'équipages ont abandonné au cours de ces deux journées et il ne reste plus que quarante-sept voitures en course.
| Pos. | Pilote             | Copilote              | Voiture                 | Groupe | Temps           | Écart         |
| ---- | ------------------ | --------------------- | ----------------------- | ------ | --------------- | ------------- |
| 1    | Stig Blomqvist     | Björn Cederberg       | Audi Quattro            | 4      | 3 h 25 min 19 s |               |
| 2    | Markku Alén        | Ilkka Kivimäki        | Lancia Rally 037        | B      | 3 h 37 min 25 s | + 2 min 06 s  |
| 3    | Michele Cinotto    | Emilio Radaelli       | Audi Quattro            | 4      | 3 h 29 min 28 s | + 4 min 09 s  |
| 4    | Harald Demuth      | Arwed Fischer         | Audi Quattro            | 4      | 3 h 30 min 34 s | + 5 min 15 s  |
| 5    | Henri Toivonen     | Fred Gallagher        | Opel Ascona 400         | 4      | 3 h 30 min 49 s | + 5 min 30 s  |
| 6    | Michèle Mouton     | Fabrizia Pons         | Audi Quattro            | 4      | 3 h 30 min 51 s | + 5 min 32 s  |
| 7    | Walter Röhrl       | Christian Geistdörfer | Opel Ascona 400         | 4      | 3 h 30 min 52 s | + 5 min 33 s  |
| 8    | Hannu Mikkola      | Arne Hertz            | Audi Quattro            | 4      | 3 h 31 min 31 s | + 6 min 12 s  |
| 9    | Antonio Tognana    | Massimo De Antoni     | Ferrari 308 GTB         | 4      | 3 h 34 min 33 s | + 9 min 14 s  |
| 10   | Miki Biasion       | Tiziano Siviero       | Opel Ascona 400         | 4      | 3 h 35 min 32 s | + 10 min 13 s |
| 11   | Federico Ormezzano | Claudio Berro         | Talbot Sunbeam Lotus    | 2      | 3 h 36 min 27 s | + 11 min 08 s |
| 12   | Anders Kulläng     | Bruno Berglund        | Mitsubishi Lancer Turbo | 4      | 3 h 37 min 28 s | + 12 min 09 s |
| 13   | Gabriele Noberasco | Daniele Cianci        | Fiat 131 Abarth         | 4      | 3 h 37 min 58 s | + 12 min 39 s |
| 14   | Per Eklund         | Ragnar Spjuth         | Volkswagen Golf GTI     | 4      | 3 h 40 min 39 s | + 15 min 20 s |
| 15   | Livio Lupidi       | Arles Montenesi       | Renault 5 Turbo         | 4      | 3 h 46 min 19 s | + 21 min 00 s |
| 16   | Alberto Carrotta   | Gaspare Cattuccio     | Ford Escort XR3         | N      | 3 h 57 min 10 s | + 31 min 51 s |
| 17   | Giovanni Recordati | Fiorella Maggi        | Opel Ascona 400         | 4      | 3 h 58 min 21 s | + 33 min 02 s |
| 18   | Vittorio Caneva    | Loris Roggia          | Citroën Visa Trophée    | B      | 3 h 59 min 34 s | + 34 min 15 s |
| 19   | Bruno Bentivogli   | Stefano Evangelisti   | Alfa Romeo Alfetta GTV6 | N      | 3 h 59 min 54 s | + 34 min 35 s |
| 20   | Franco Cunico      | Maurizio Perissinot   | Fiat Ritmo Abarth       | N      | 4 h 02 min 29 s | + 37 min 10 s |

### Troisième étape
Les concurrents restant en course reprennent la piste le mercredi en direction de Pise. Malgré la domination des Audi Quattro, Markku Alén continue à défendre sa deuxième place. Derrière Blomqvist, le pilote finlandais parvient à se maintenir devant les quatre autres Audi lancées à ses trousses. Mais en fin de journée, alors qu'il a réussi à conserver près de trois minutes de marge sur ses poursuivants, emmenés par Michèle Mouton, il doit soudain renoncer, le moteur de sa Lancia cédant brutalement au départ de l'épreuve spéciale de Pianella. Dès lors, les cinq Audi en course occupent les cinq premières places, Blomqvist comptant désormais plus de six minutes d'avance sur Mouton et Mikkola, au coude à coude, sept sur Cinotto et près de huit sur Demuth, le pilote allemand étant talonné par l'Opel de Toivonen. Ce dernier réussit à reprendre la cinquième place dans le dernier secteur chronométré. À l'arrivée à Pise, Blomqvist est en position très confortable, ayant encore légèrement accentué son avance sur Mouton et Mikkola, seulement séparés de deux secondes. Cinotto est une minute plus loin, menacé toutefois par Toivonen. Demuth et Röhrl viennent ensuite, très loin devant la Mitsubishi d'Anders Kulläng, qui compte vingt-trois minutes de retard. 

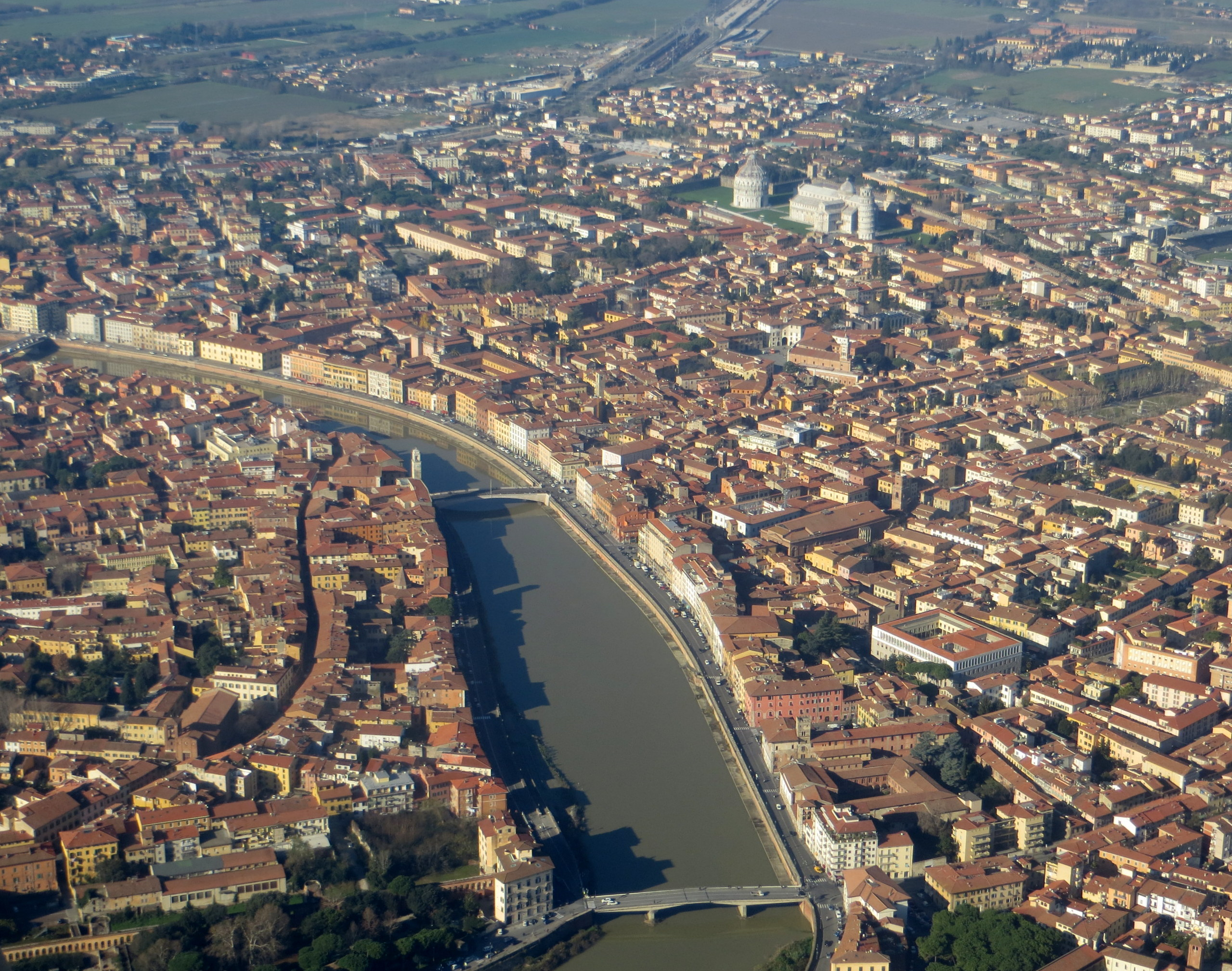
Pise, ville arrivée de la troisième étape.

| Pos. | Pilote             | Copilote              | Voiture                 | Groupe | Temps           | Écart             |
| ---- | ------------------ | --------------------- | ----------------------- | ------ | --------------- | ----------------- |
| 1    | Stig Blomqvist     | Björn Cederberg       | Audi Quattro            | 4      | 5 h 47 min 09 s |                   |
| 2    | Michèle Mouton     | Fabrizia Pons         | Audi Quattro            | 4      | 5 h 53 min 22 s | + 6 min 13 s      |
| 3    | Hannu Mikkola      | Arne Hertz            | Audi Quattro            | 4      | 5 h 53 min 24 s | + 6 min 15 s      |
| 4    | Michele Cinotto    | Emilio Radaelli       | Audi Quattro            | 4      | 5 h 54 min 25 s | + 7 min 16 s      |
| 5    | Henri Toivonen     | Fred Gallagher        | Opel Ascona 400         | 4      | 5 h 55 min 13 s | + 8 min 04 s      |
| 6    | Harald Demuth      | Arwed Fischer         | Audi Quattro            | 4      | 5 h 55 min 24 s | + 8 min 15 s      |
| 7    | Walter Röhrl       | Christian Geistdörfer | Opel Ascona 400         | 4      | 5 h 56 min 02 s | + 8 min 53 s      |
| 8    | Anders Kulläng     | Bruno Berglund        | Mitsubishi Lancer Turbo | 4      | 6 h 08 min 12 s | + 21 min 03 s     |
| 9    | Gabriele Noberasco | Daniele Cianci        | Fiat 131 Abarth         | 4      | 6 h 12 min 40 s | + 25 min 31 s     |
| 10   | Livio Lupidi       | Arles Montenesi       | Renault 5 Turbo         | 4      | 6 h 26 min 59 s | + 39 min 50 s     |
| 11   | Miki Biasion       | Tiziano Siviero       | Opel Ascona 400         | 4      | 6 h 31 min 47 s | + 44 min 38 s     |
| 12   | Vittorio Caneva    | Loris Roggia          | Citroën Visa Trophée    | B      | 6 h 48 min 27 s | + 1 h 01 min 18 s |
| 13   | Alberto Carrotta   | Gaspare Cattuccio     | Ford Escort XR3         | N      | 6 h 48 min 42 s | + 1 h 01 min 33 s |
| 14   | Franco Cunico      | Maurizio Perissinot   | Fiat Ritmo Abarth       | N      | 6 h 54 min 17 s | + 1 h 07 min 08 s |
| 15   | Roger Raous        | Patrice Fine          | Citroën Visa Trophée    | B      | 6 h 58 min 44 s | + 1 h 11 min 35 s |
| 16   | Giovanni Del Zoppo | Elisabetta Tognana    | Peugeot 505 Turbo D     | A      | 7 h 08 min 42 s | + 1 h 21 min 33 s |

### Quatrième étape
Les concurrents repartent de Pise le mercredi soir, pour un retour sur Sanremo. Cette étape nocturne se déroule exclusivement sur asphalte. Les routes sont parfaitement sèches et, dans ces conditions, les Opel ne parviennent pas à reprendre beaucoup de terrain aux Audi. Muni d'une très confortable marge de manœuvre, Blomqvist ne prend plus aucun risque et se contente de contrôler la course, devant Mouton et Mikkola qui alternent leurs positions, le Finlandais prenant finalement une quinzaine de secondes d'avance sur sa coéquipière au terme du parcours, le jeudi matin. Derrière, Cinotto a conservé plus d'une demi-minute de marge sur Toivonen, mais Demuth, toujours sixième, est sur le point d'être rattrapé par Röhrl.
| Pos. | Pilote             | Copilote              | Voiture                 | Groupe | Temps           | Écart             |
| ---- | ------------------ | --------------------- | ----------------------- | ------ | --------------- | ----------------- |
| 1    | Stig Blomqvist     | Björn Cederberg       | Audi Quattro            | 4      | 6 h 41 min 28 s |                   |
| 2    | Hannu Mikkola      | Arne Hertz            | Audi Quattro            | 4      | 6 h 47 min 05 s | + 5 min 37 s      |
| 3    | Michèle Mouton     | Fabrizia Pons         | Audi Quattro            | 4      | 6 h 47 min 20 s | + 5 min 52 s      |
| 4    | Michele Cinotto    | Emilio Radaelli       | Audi Quattro            | 4      | 6 h 48 min 27 s | + 6 min 59 s      |
| 5    | Henri Toivonen     | Fred Gallagher        | Opel Ascona 400         | 4      | 6 h 49 min 01 s | + 7 min 33 s      |
| 6    | Harald Demuth      | Arwed Fischer         | Audi Quattro            | 4      | 6 h 49 min 33 s | + 8 min 05 s      |
| 7    | Walter Röhrl       | Christian Geistdörfer | Opel Ascona 400         | 4      | 6 h 49 min 37 s | + 8 min 09 s      |
| 8    | Anders Kulläng     | Bruno Berglund        | Mitsubishi Lancer Turbo | 4      | 7 h 04 min 37 s | + 23 min 09 s     |
| 9    | Livio Lupidi       | Arles Montenesi       | Renault 5 Turbo         | 4      | 7 h 24 min 35 s | + 43 min 07 s     |
| 10   | Miki Biasion       | Tiziano Siviero       | Opel Ascona 400         | 4      | 7 h 25 min 51 s | + 44 min 23 s     |
| 11   | Vittorio Caneva    | Loris Roggia          | Citroën Visa Trophée    | B      | 7 h 51 min 11 s | + 1 h 09 min 43 s |
| 12   | Alberto Carrotta   | Gaspare Cattuccio     | Ford Escort XR3         | N      | 7 h 51 min 30 s | + 1 h 10 min 02 s |
| 13   | Franco Cunico      | Maurizio Perissinot   | Fiat Ritmo Abarth       | N      | 7 h 56 min 09 s | + 1 h 14 min 41 s |
| 14   | Roger Raous        | Patrice Fine          | Citroën Visa Trophée    | B      | 8 h 04 min 38 s | + 1 h 23 min 10 s |
| 15   | Giovanni Del Zoppo | Elisabetta Tognana    | Peugeot 505 Turbo D     | A      | 8 h 16 min 05 s | + 1 h 34 min 37 s |

### Cinquième étape
La dernière étape, autour de Sanremo, va se disputer dans la nuit du jeudi au vendredi, une nouvelle fois sur asphalte. Il a plu l'après-midi du jeudi, aussi les routes sont-elles glissantes par endroits. Handicapés par des pneumatiques mal adaptés aux conditions mixtes, les Audi sont à la peine. Si Blomqvist, largement en tête, peut se permettre d'adopter un rythme relativement modéré, derrière lui ses coéquipiers se voient rapidement menacés par les pilotes Opel : Dans le premier tronçon chronométré, Röhrl passe à l'attaque, devançant de trente secondes son coéquipier Toivonen, les deux hommes se rapprochant sérieusement de Cinotto, toujours quatrième au classement général, alors que Demuth a abandonné, moteur cassé. Les deux Opel se montrent une nouvelle fois les plus rapides dans le secteur de San Romolo, à l'issue duquel elles ne comptent plus qu'une quinzaine de secondes de retard sur la quatrième Audi. Dans la colline d'Oggia, c'est au tour de Toivonen de s'imposer devant son coéquipier ; les deux pilotes Opel sont désormais quatrième et cinquième et visent maintenant la troisième place de Michèle Mouton. Dès l'épreuve suivante, Ponte dei Passi, Toivonen la déborde, puis c'est au tour de Röhrl dans le deuxième passage de la colline d'Oggia. C'est maintenant la deuxième place de Mikkola qui est menacée : dans l'avant-dernière épreuve, Toivonen, déchaîné, revient à seulement cinq secondes de son compatriote. Dans le secteur final, au col, Toivonen est pointé neuf secondes devant son rival ; il est alors virtuellement deuxième mais une crevaison dans la descente du col va lui faire perdre le bénéfice de sa magnifique fin de course : perdant plus d'une minute et demie, Toivonen rétrograde en cinquième position. L'épreuve s'achève sur un doublé Audi, Blomqvist l'emportant largement devant Mikkola, qui a de justesse préservé sa deuxième place, Röhrl échouant onze secondes derrière lui après une très belle remontée. Quatrième après une dernière nuit difficile, Michèle Mouton voit ses chances de titre mondial s'éloigner, dix-neuf points la séparant de Röhrl à seulement deux manches de l'issue du championnat.

### Classements intermédiaires
Classements intermédiaires des pilotes après chaque épreuve spéciale

### Classement général

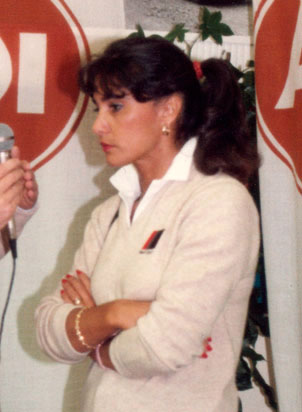
Victorieuse ici même l'année précédente, Michèle Mouton, tout d'abord retardée par une crevaison puis, en fin de parcours, par des pneumatiques inadaptés, doit se contenter de la quatrième place derrière Walter Röhrl, son rival pour le titre mondial.

| Pos | No | Pilote          | Copilote              | Voiture                 | Temps            | Écart             | Groupe |
| --- | -- | --------------- | --------------------- | ----------------------- | ---------------- | ----------------- | ------ |
| 1   | 9  | Stig Blomqvist  | Björn Cederberg       | Audi Quattro            | 8 h 37 min 47 s  |                   | 4      |
| 2   | 4  | Hannu Mikkola   | Arne Hertz            | Audi Quattro            | 8 h 40 min 03 s  | + 2 min 16 s      | 4      |
| 3   | 3  | Walter Röhrl    | Christian Geistdörfer | Opel Ascona 400         | 8 h 40 min 14 s  | + 2 min 27 s      | 4      |
| 4   | 1  | Michèle Mouton  | Fabrizia Pons         | Audi Quattro            | 8 h 40 min 59 s  | + 3 min 12 s      | 4      |
| 5   | 6  | Henri Toivonen  | Fred Gallagher        | Opel Ascona 400         | 8 h 41 min 43 s  | + 3 min 56 s      | 4      |
| 6   | 12 | Michele Cinotto | Emilio Radaelli       | Audi Quattro            | 8 h 55 min 51 s  | + 18 min 04 s     | 4      |
| 7   | 8  | Anders Kulläng  | Bruno Berglund        | Mitsubishi Lancer Turbo | 9 h 02 min 09 s  | + 24 min 22 s     | 4      |
| 8   | 18 | Miki Biasion    | Tiziano Siviero       | Opel Ascona 400         | 9 h 25 min 50 s  | + 48 min 03 s     | 4      |
| 9   | 35 | Livio Lupidi    | Arles Montenesi       | Renault 5 Turbo         | 9 h 40 min 03 s  | + 1 h 02 min 16 s | 4      |
| 10  | 75 | Vittorio Caneva | Loris Roggia          | Citroën Visa Trophée    | 10 h 03 min 48 s | + 1 h 26 min 01 s | B      |

### Équipages de tête
- ES1 à ES5 :  Antonio Tognana -  Massimo De Antoni (Ferrari 308 GTB)
- ES6 à ES10 :  Markku Alén -  Ilkka Kivimäki (Lancia Rally 037)
- ES11 à ES56 :  Stig Blomqvist -  Björn Cederberg (Audi Quattro)

### Vainqueurs d'épreuves spéciales
- Stig Blomqvist -  Björn Cederberg (Audi Quattro) : 18 spéciales (ES 6 à 8, 10 à 12, 16 à 18, 31 à 33, 37 à 42)
- Hannu Mikkola -  Arne Hertz (Audi Quattro) : 18 spéciales (ES 12 à 15, 18 à 20, 25, 26, 28 à 30, 32, 34, 42 à 44, 48)
- Michèle Mouton -  Fabrizia Pons (Audi Quattro) : 9 spéciales (ES 21 à 24, 26, 27, 30, 36, 44)
- Henri Toivonen -  Fred Gallagher (Opel Ascona 400) : 6 spéciales (ES 47, 49, 52 à 55)
- Walter Röhrl -  Christian Geistdörfer (Opel Ascona 400) : 5 spéciales (ES 43, 46, 50, 51, 56)
- Markku Alén -  Ilkka Kivimäki (Lancia Rally 037) : 4 spéciales (ES 2, 5, 32, 35)
- Antonio Tognana -  Massimo De Antoni (Ferrari 308 GTB) : 3 spéciales (ES 1 à 3)
- Fabrizio Tabaton -  Luciano Tedeschini (Lancia Rally 037) : 1 spéciale (ES 4)
- Michele Cinotto -  Emilio Radaelli (Audi Quattro) : 1 spéciale (ES 9)
- Miki Biasion -  Tiziano Siviero (Opel Ascona 400) : 1 spéciale (ES 45)
- Harald Demuth -  Arwed Fischer (Audi Quattro) : 1 spéciale (ES 46)

## Résultats des principaux engagés
| No | Pilote              | Copilote              | Voiture                 | Groupe | Classement général                                | Class. groupe |
| -- | ------------------- | --------------------- | ----------------------- | ------ | ------------------------------------------------- | ------------- |
| 1  | Michèle Mouton      | Fabrizia Pons         | Audi Quattro            | 4      | 4e à 3 min 12 s                                   | 4e            |
| 2  | Markku Alén         | Ilkka Kivimäki        | Lancia Rally 037        | B      | ab. dans la 40e spéciale (moteur)                 | -             |
| 3  | Walter Röhrl        | Christian Geistdörfer | Opel Ascona 400         | 4      | 3e à 2 min 27 s                                   | 3e            |
| 4  | Hannu Mikkola       | Arne Hertz            | Audi Quattro            | 4      | 2e à 2 min 16 s                                   | 2e            |
| 5  | Per Eklund          | Ragnar Spjuth         | Volkswagen Golf GTI     | 4      | ab. dans la 42e spéciale (embrayage)              | -             |
| 6  | Henri Toivonen      | Fred Gallagher        | Opel Ascona 400         | 4      | 5e à 3 min 56 s                                   | 5e            |
| 7  | Franz Wittmann      | Peter Diekmann        | Audi Quattro            | 4      | ab. dans la 2e spéciale (sortie de route)         | -             |
| 8  | Anders Kulläng      | Bruno Berglund        | Mitsubishi Lancer Turbo | 4      | 7e à 24 min 22 s                                  | 7e            |
| 9  | Stig Blomqvist      | Björn Cederberg       | Audi Quattro            | 4      | 1er                                               | 1er           |
| 10 | Fabrizio Tabaton    | Luciano Tedeschini    | Lancia Rally 037        | B      | ab. après la 5e spéciale (hors course)            | -             |
| 11 | Federico Ormezzano  | Claudio Berro         | Talbot Sunbeam Lotus    | 2      | ab. dans la 35e spéciale (demi-arbre)             | -             |
| 12 | Michele Cinotto     | Emilio Radaelli       | Audi Quattro            | 4      | 6e à 18 min 04 s                                  | 6e            |
| 14 | Mauro Pregliasco    | Ergy Bartolich        | Ford Escort XR3         | N      | ab. dans la 4e spéciale (freins)                  | -             |
| 15 | Franco Cunico       | Maurizio Perissinot   | Fiat Ritmo Abarth       | N      | 12e à 1 h 36 min 38 s                             | 2e            |
| 16 | Harald Demuth       | Arwed Fischer         | Audi Quattro            | 4      | ab. dans la 50e spéciale (moteur)                 | -             |
| 18 | Miki Biasion        | Tiziano Siviero       | Opel Ascona 400         | 4      | 8e à 48 min 03 s                                  | 8e            |
| 19 | Antonio Tognana     | Massimo De Antoni     | Ferrari 308 GTB         | 4      | ab. dans la 28e spéciale (moteur)                 | -             |
| 20 | Fulvio Bacchelli    | Paolo Spollon         | Lancia Rally 037        | B      | ab. après la 5e spéciale (hors course)            | -             |
| 21 | Dario Cerrato       | Giuseppe Cerri        | Opel Ascona 400         | 4      | ab. dans la 22e spéciale (moteur)                 | -             |
| 22 | Carlo Capone        | Luigi Pirollo         | Fiat Ritmo Abarth       | A      | ab. dans la 23e spéciale (sortie de route)        | -             |
| 23 | Maurizio Verini     | Carlo Cassina         | Citroën Visa Trophée    | B      | ab. dans la 21e spéciale (moteur)                 | -             |
| 24 | Alberto Carrotta    | Gaspare Cattuccio     | Ford Escort XR3         | N      | 11e à 1 h 29 min 23 s                             | 1er           |
| 25 | Pier Felice Filippi | Gianpaolo Demela      | Fiat 131 Abarth         | 4      | ab. dans la 8e spéciale                           | -             |
| 26 | Bruno Bentivogli    | Stefano Evangelisti   | Alfa Romeo Alfetta GTV6 | N      | ab. dans la 27e spéciale (sortie de route)        | -             |
| 28 | Roberto Cambiaghi   | Valerio Arioli        | Porsche 911 SC          | 4      | ab. dans la 3e spéciale (boîte de vitesses)       | -             |
| 29 | Pierfranco Uzzeni   | Fausto Bondesan       | Porsche 911 SC          | 4      | ab. au départ de la 2e étape (retrait volontaire) | -             |
| 31 | Giovanni Giordano   | Marco Bolla           | Porsche 911 SC          | 4      | ab. dans la 2e étape                              | -             |
| 32 | Giovanni Recordati  | Fiorella Maggi        | Opel Ascona 400         | 4      | ab. dans la 26e spéciale (sortie de route)        | -             |
| 35 | Livio Lupidi        | Arles Montenesi       | Renault 5 Turbo         | 4      | 9e à 1 h 02 min 16 s                              | 9e            |
| 36 | Gabriele Noberasco  | Daniele Cianci        | Fiat 131 Abarth         | 4      | ab. dans la 46e spéciale (sortie de route)        | -             |
| 40 | Giovanni Del Zoppo  | Elisabetta Tognana    | Peugeot 505 Turbo D     | A      | 14e à 2 h 00 min 06 s                             | 1er           |
| 75 | Vittorio Caneva     | Loris Roggia          | Citroën Visa Trophée    | B      | 10e à 1 h 26 min 01 s                             | 1er           |
| 77 | Roger Raous         | Patrice Fine          | Citroën Visa Trophée    | B      | 13e à 1 h 53 min 31 s                             | 2e            |

## Classements des championnats à l'issue de la course

### Constructeurs
- Attribution des points : 10, 9, 8, 7, 6, 5, 4, 3, 2, 1 respectivement aux dix premières marques de chaque épreuve, additionnés de 8, 7, 6, 5, 4, 3, 2, 1 respectivement aux huit premières de chaque groupe (seule la voiture la mieux classée de chaque constructeur marque des points). Les points de groupe ne sont attribués qu'aux concurrents ayant terminé dans les dix premiers au classement général. Au Brésil, les points du groupe 4 n'ont pas été attribués en raison du faible nombre de participants (inférieur à cinq) dans cette catégorie.
- Seuls les sept meilleurs résultats (sur dix épreuves) sont retenus pour le décompte final des points. Opel doit donc décompter les neuf points acquis au Brésil.
- Sur onze épreuves qualificatives initialement prévues pour le championnat du monde 1982, dix seulement seront effectivement courues, le Rallye d'Argentine (programmé en juillet) ayant été annulé début juin à cause de la guerre des Malouines[2].

| Pos. | Marque          | Points    | M-C  | POR  | SAF  | COR  | ACR  | NZ   | BRE   | FIN  | SAN  | RAC |
| ---- | --------------- | --------- | ---- | ---- | ---- | ---- | ---- | ---- | ----- | ---- | ---- | --- |
| 1    | Audi            | 104       | 9+7  | 10+8 | -    | 4+2  | 10+8 | -    | 10+0  | 10+8 | 10+8 |     |
| 2    | Opel            | 102 (111) | 10+8 | 4+8  | 9+7  | 7+5  | 9+7  | 8+6  | (9+0) | -    | 8+6  |     |
| 3    | Nissan          | 57        | -    | -    | 10+8 | -    | 7+5  | 7+5  | -     | 7+8  | -    |     |
| 4    | Ford            | 55        | -    | 7+5  | -    | -    | 1+7  | 5+4  | 8+8   | 4+6  | -    |     |
| 5    | Toyota          | 34        | -    | 9+7  | -    | -    | -    | 10+8 | -     | -    | -    |     |
| 5=   | Renault         | 34        | 6+4  | -    | -    | 10+8 | 3+1  | -    | -     | -    | 2+0  |     |
| 7    | Porsche         | 28        | 8+6  | -    | -    | 8+6  | -    | -    | -     | -    | -    |     |
| 7=   | Mitsubishi      | 28        | -    | -    | 3+5  | -    | -    | -    | -     | 8+6  | 4+2  |     |
| 9    | Citroën         | 23        | -    | 6+8  | -    | -    | -    | -    | -     | -    | 1+8  |     |
| 10   | Ferrari         | 16        | -    | -    | -    | 9+7  | -    | -    | -     | -    | -    |     |
| 11   | Volkswagen      | 14        | -    | -    | -    | -    | -    | -    | 7+7   | -    | -    |     |
| 11=  | Mazda           | 14        | -    | -    | -    | -    | -    | 6+8  | -     | -    | -    |     |
| 13   | Talbot          | 13        | -    | -    | -    | -    | -    | -    | -     | 6+7  | -    |     |
| 14   | British Leyland | 12        | -    | -    | 5+7  | -    | -    | -    | -     | -    | -    |     |
| 15   | Vauxhall        | 10        | -    | -    | -    | -    | -    | -    | -     | 5+5  | -    |     |
| 15=  | Subaru          | 10        | -    | -    | 4+6  | -    | -    | -    | -     | -    | -    |     |
| 15=  | Lancia          | 10        | -    | -    | -    | 2+8  | -    | -    | -     | -    | -    |     |
| 18   | Fiat            | 6         | -    | -    | -    | -    | 4+2  | -    | -     | -    | -    |     |

### Pilotes
- Attribution des points : 20, 15, 12, 10, 8, 6, 4, 3, 2, 1 respectivement aux dix premiers de chaque épreuve.
- Seuls les sept meilleurs résultats (sur douze épreuves) sont retenus pour le décompte final des points. Walter Röhrl doit donc décompter les dix points acquis en Corse.
- Sur treize épreuves qualificatives initialement prévues pour le championnat du monde 1982, douze seulement seront effectivement courues à cause de l'annulation du Rallye d'Argentine.

| Pos. | Pilote              | Marque        | Points    | M-C | SUE | POR | SAF | COR  | ACR | NZ  | BRE | FIN | SAN | CIV | RAC |
| ---- | ------------------- | ------------- | --------- | --- | --- | --- | --- | ---- | --- | --- | --- | --- | --- | --- | --- |
| 1    | Walter Röhrl        | Opel          | 101 (111) | 20  | 12  | -   | 15  | (10) | 15  | 12  | 15  | -   | 12  |     |     |
| 2    | Michèle Mouton      | Audi          | 82        | -   | 8   | 20  | -   | 4    | 20  | -   | 20  | -   | 10  |     |     |
| 3    | Stig Blomqvist      | Audi          | 55        | -   | 20  | -   | -   | -    | -   | -   | -   | 15  | 20  |     |     |
| 4    | Hannu Mikkola       | Audi          | 50        | 15  | -   | -   | -   | -    | -   | -   | -   | 20  | 15  |     |     |
| 5    | Per Eklund          | Saab, Toyota¹ | 40        | -   | 10  | 15¹ | -   | -    | -   | 15¹ | -   | -   | -   |     |     |
| 6    | Shekhar Mehta       | Nissan        | 30        | -   | -   | -   | 20  | -    | 10  | -   | -   | -   | -   |     |     |
| 7    | Jean Ragnotti       | Renault       | 20        | -   | -   | -   | -   | 20   | -   | -   | -   | -   | -   |     |     |
| 7=   | Björn Waldegård     | Toyota        | 20        | -   | -   | -   | -   | -    | -   | 20  | -   | -   | -   |     |     |
| 7=   | Henri Toivonen      | Opel          | 20        | -   | -   | -   | -   | -    | 12  | -   | -   | -   | 8   |     |     |
| 7=   | Timo Salonen        | Nissan        | 20        | -   | -   | -   | -   | -    | -   | 10  | -   | 10  | -   |     |     |
| 11   | Guy Fréquelin       | Porsche       | 16        | 10  | -   | -   | -   | 6    | -   | -   | -   | -   | -   |     |     |
| 11=  | Bruno Saby          | Renault       | 16        | 8   | -   | -   | -   | 8    | -   | -   | -   | -   | -   |     |     |
| 13   | Ari Vatanen         | Ford          | 15        | -   | 15  | -   | -   | -    | -   | -   | -   | -   | -   |     |     |
| 13=  | Jean-Claude Andruet | Ferrari       | 15        | -   | -   | -   | -   | 15   | -   | -   | -   | -   | -   |     |     |
| 15   | Jean-Luc Thérier    | Porsche       | 12        | 12  | -   | -   | -   | -    | -   | -   | -   | -   | -   |     |     |
| 15=  | Franz Wittmann      | Audi          | 12        | -   | -   | 12  | -   | -    | -   | -   | -   | -   | -   |     |     |
| 15=  | Mike Kirkland       | Nissan        | 12        | -   | -   | -   | 12  | -    | -   | -   | -   | -   | -   |     |     |
| 15=  | Bernard Béguin      | Porsche       | 12        | -   | -   | -   | -   | 12   | -   | -   | -   | -   | -   |     |     |
| 15=  | Domingo De Vitta    | Ford          | 12        | -   | -   | -   | -   | -    | -   | -   | 12  | -   | -   |     |     |
| 15=  | Pentti Airikkala    | Mitsubishi    | 12        | -   | -   | -   | -   | -    | -   | -   | -   | 12  | -   |     |     |